# Люди Икс (кинофраншиза)
«Люди Икс» (англ. X-Men film series) — серия супергеройских фильмов про людей, обладающих невероятными силами, основанная на комиксах про одноимённую команду компании Marvel Comics. Сначала была выпущена оригинальная трилогия, после вышли спин-оффы и приквел, затем в 2014 году был выпущен кроссовер между оригинальной серией фильмов и приквелом, после чего выходили сиквелы приквела, рассказывающие альтернативную историю команды.
Киносерия занимает седьмое место в списке самых прибыльных серий фильмов с общими сборами более $7 млрд.

## Кинофильмы

### Оригинальная трилогия

#### «Люди Икс» (2000)
В 1994 году 20th Century Fox и продюсер Лорен Шулер Доннер купили права на экранизацию «Люди Икс». Эндрю Кевин Уокер был нанят, чтобы написать сценарий, а режиссёр Джеймс Кэмерон выразил заинтересованность в управлении съёмками. Брайан Сингер подписал контракт режиссёра в июле 1996 года. Хоть он и не поклонник комиксов, он был очарован аналогией предрассудков и дискриминаций, предлагаемых им. Джон Логан, Джосс Уидон, Эд Соломон, Кристофер Маккуорри и Дэвид Хейтер написали сценарий, но в титрах был указан только Хейтер. Съёмки фильма проходили с 22 сентября 1999 по 3 марта 2000 года в Торонто.

#### «Люди Икс 2» (2003)
20th Century Fox наняла Дэвида Хейтера и Зака Пенна, чтобы написать свои собственные сценарии для фильма, которые Брайан Сингер должен был выбирать с целью выхода фильма на экраны в декабре 2002 года. Некоторые части фильма были основаны на комиксе «X-Men: God Loves, Man Kills», хотя персонаж Уильям Страйкер был изменён с преподобного на полковника. Майкл Догерти и Дэн Харрис были наняты в феврале 2002 года, чтобы переписать сценарий. Съёмки начались 17 июня 2002 года в Ванкувере и закончились в ноябре, выход фильма состоялся 1 мая 2003 года.
В фильме появляется новый противник Людей Икс полковник Уильям Страйкер (Брайан Кокс), который пытается завладеть машиной профессора Ксавьера (Патрик Стюарт) «Церебро». Для того чтобы победить Страйкера, Люди Икс объединяются с Братством мутантов Магнито (Иэн Маккеллен).

#### «Люди Икс: Последняя битва» (2006)
Брайан Сингер хотел снимать третий фильм параллельно с четвёртым. 16 июля 2004 года он ушёл из проекта для работы над фильмом «Возвращение Супермена», успев завершить историю про Феникса и внедрить в фильм Эмму Фрост, роль которой была предназначена для Сигурни Уивер. Кроме того Сингер хотел продемонстрировать характеры Роуг, Айсберга и Пиро. Саймон Кинберг и Зак Пенн были наняты в следующем месяце, а серия «Одарённые» Джосса Уидона из комикса «Astonishing X-Men» была предложена как основная история. Мэттью Вон поднялся на борт в качестве режиссёра в феврале 2005 года, но оставил проект из-за напряжённого графика. Бретт Ратнер занял это место в июне, а съёмки фильма начались 2 августа 2005 года.

### Трилогия Росомахи

#### «Люди Икс: Начало. Росомаха» (2009)
Главному герою фильма — Росомахе — предстоит пережить множество испытаний: участие в программе «Оружие Икс», месть своему брату Виктору Криду за смерть возлюбленной Кайлы, встречи со многими другими мутантами, которые в будущем станут его друзьями.

#### «Росомаха: Бессмертный» (2013)
Действие фильма разворачивается спустя 7 лет после событий «Последней битвы». Действие фильма развернётся в Японии, где Логану противостоит Серебряный Самурай.

#### «Логан» (2017)
В марте 2014 года студия объявила дату третьего фильма о Росомахе. Триквел вышел 2 марта 2017 года, режиссёром является Джеймс Мэнголд. Хью Джекман вернулся к роли Росомахи. Также Патрик Стюарт вернулся к роли профессора Чарльза Ксавьера.

### Приквелы

#### «Люди Икс: Первый класс» (2011)
Действие фильма происходит в 1962 году и рассказывает о ранних годах профессора Чарльза Ксавьера и Эрика Леншерра.

#### «Люди Икс: Дни минувшего будущего» (2014)
Действие фильма разворачивается спустя 61 год после «Люди Икс: Первый класс» и спустя 10 лет после «Росомаха: Бессмертный». В недалёком будущем мутанты близки к истреблению роботами-охотниками на мутантов Стражами. Единственная надежда для мутантов выжить — предотвратить череду роковых событий, приведших к появлению Стражей. С помощью своих способностей Китти Прайд перемещает сознание Росомахи в его молодое тело в 1973 год. В прошлом всё оказывается не так радужно: молодой профессор Ксавьер окончательно разочарован в своих идеях, Магнето содержится в тюрьме глубоко под землёй, а человечество не знает, как реагировать на широкое появление мутантов.

#### «Люди Икс: Апокалипсис» (2016)
Действие фильма происходит спустя 10 лет после событий «Дни минувшего будущего», в 1983 году. Апокалипсис — самый первый и могучий мутант вселенной Marvel. С древних времён ему поклонялись как богу. Когда-то, накопив силы множества других мутантов, он стал бессмертным и заснул на несколько тысяч лет. Пробудившийся и разочарованный в современном мире, он набирает команду мутантов во главе с Магнето, чтобы установить новый мировой порядок и возглавить его. В то время как судьба Земли висит на волоске, Рэйвен и профессор Чарльз Ксавьер объединяются, чтобы набрать группу молодых Людей Икс для спасения человечества от полного уничтожения.

#### «Люди Икс: Тёмный Феникс» (2019)
Софи Тёрнер вернулась к роли Джин Грей / Феникса. Основные действия фильма происходят в 1992 году. Премьера состоялась 6 июня 2019 года.

### Фильмы о Дэдпуле

#### «Дэдпул» (2016)
Страдающий от рака бывший спецназовец Уэйд Уилсон решается на опасный эксперимент, который должен излечить его. В результате он получает суперспособности, но совершенно обезображивается. Это вынуждает его спрятать лицо под маской и начать работу «наёмного супергероя».

#### «Дэдпул 2» (2018)
2 марта 2017 года вместе с премьерой «Логана» вышла короткометражка к «Дэдпулу 2» — «Никаких добрых дел» (Not Good Deed). В нём Дэдпул видит, как старика пытаются ограбить, и бежит переодеваться в свой костюм в телефонной будке. Но за это время старика убивают выстрелом из пистолета. Прибежав на место событий, Дэдпул долго беседует с трупом старика. Также появляется камео Стэна Ли. Райан Рейнольдс вернулся к роли наёмного убийцы. Премьера фильма состоялась 17 мая 2018 года.

### Спин-офф

#### «Новые мутанты» (2020)
Фильм рассказывает историю пяти новых мутантов, находящихся на секретном объекте против своей воли, которые должны сразиться с угрозами своим способностям, а также с грехами своего прошлого. Фильм снимает режиссёр Джош Бун по его совместному с Нейтом Ли сценарию. Премьера фильма состоялась 28 августа 2020 года.

## Планы по перезагрузке

### Кинематографическая вселенная Marvel
В декабре 2017 года The Walt Disney Company заключила сделку по приобретению 21st Century Fox, включая права на фильмы по Людям-Икс. Генеральный директор Disney Боб Айгер заявил, что студия намерена перезагрузить Людей Икс, Росомаху и Фантастическую Четвёрку и интегрировать их в Кинематографическую вселенную Marvel. 20 марта 2019 года сделка была официально закрыта.
В ноябре 2016 года начались планы относительно третьего фильма Дэдпула, который будет интегрирован в КВМ. Райан Рейнольдс и Морена Баккарин снова исполнят свои роли. Производство, как сообщается, будет осуществляться в штате Джорджия.

## Отменённые фильмы

### Кроссовер с Фантастической четвёркой
Примерно в 2011 году должен был выйти фильм кроссовер серии фильмов о Людях Икс и основной дилогии Фантастической четвёрки. Данный фильм был бы по сюжету схож с сюжетом фильма «Первый мститель: Противостояние», а также в сцене после титров данного фильма должны были впервые появиться скруллы.

### Гамбит
Спин-офф про Гамбита. Премьера была запланирована на 2017 год, но вскоре фильм был заморожен. После было объявлено о том, что работа над проектом возобновилась, но его выход отложен на неопределённый срок. Затем появилась новость о том, что начало съёмок фильма запланировано на начало 2018 года. В сентябре 2018 года было объявлено, что съёмки начнутся в начале следующего года. Ченнинг Татум исполнит главную роль. Премьера была запланирована на 12 марта 2020 года, но производство фильма было приостановлено до завершения сделки о приобретении 21st Century Fox Disney-ем. Фильм был окончательно убран из графика релизов студии после завершения сделки в мае 2019 года.
В 2024 году Татум всё-таки сыграл Гамбита в фильме «Дэдпул и Росомаха» Кинематографической вселенной Marvel.

### Сила-Икс
Работа над данным фильмом планировалась ещё в июле 2013 года. Дэдпул и Кейбл появятся в фильме о команде «Сила-Икс» и станут её ключевыми героями. В начале сентября 2017 года Дрю Годдард был выбран на пост режиссёра и сценариста фильма. Съёмки фильма должны были начаться в октябре 2018 года. Главных героев должны играть Райан Рейнольдс, Джош Бролин и Зази Битц.

### Безымянные сиквелы Новых мутантов
В декабре 2016 года Бун заявил, что передал «20th Century Fox» дополнительный фильм Новые мутанты, включающий три фильма, которые будут основываться друг на друге и франшизе «Люди Икс». В октябре 2017 года Бун сказал, что у фильма будут продолжения. Он добавил, что каждый фильм будет исследовать свой стиль в жанре ужасов.

### Безымянный фильм об Икс-23
В феврале 2017 года Джеймс Мангольд заявил, что с появлением Лоры/Икс-23 в «Логане» есть вероятность, что персонаж появится в будущих фильмах. Позже в том же месяце Кинберг сказал, что сольный фильм для данного персонажа находится в разработке. К октябрю того же года сценарий был написан в соавторстве с Джеймсом Мангольдом и Крэйгом Кайлом.

### Безымянный фильм о Множителе
К ноябрю 2017 года был анонсирован сольный фильм о Множителе. Джеймс Франко назначен на главную роль.

### Безымянный фильм о Китти Прайд
В январе 2018 года Тим Миллер подписал контракт на съёмки сольного фильма про Китти Прайд. В феврале 2018 года Брайан Майкл Бендис был нанят для написания сценария.

### Другие проекты
В интервью Huffington Post актёр Хью Джекман сообщил, что он должен исполнить камео Росомахи в фильме «Человек-паук» 2002 года, однако съёмочной группе не удалось получить костюм персонажа из фильма «Люди Икс» 2000 года, и появление не состоялось
В феврале 2017 года Кинберг заявил, что 20th Century Fox фокусируется на разработке идей для будущих команд мутантов, которые могли бы расширить франшизу. Он добавил, что Отряд Альфа и Изгнанники являются персонажами, разрабатываемыми для адаптации фильма.

## Телевидение
Осенью 2014 года появилась информация, что студия Fox заинтересована в создании сериала по Людям Икс. В январе 2015 года было анонсировано, что «Люди Икс» получит отдельный телесериал. В 2017 было объявлено о создании сериала про беглых мутантов. Сериал получил рабочее название «Одарённые» («The Gifted»). Съёмки пилота начались 23 марта 2017 года, режиссёр Брайан Сингер, сценарий Мэтт Никс. Первая серия была показана 2 октября 2017 года.
«Легион»   2016

## Постоянные актёры и персонажи
Известный писатель комиксов и создатель персонажей Стэн Ли появился в качестве камео в четырёх фильмах.
| Персонаж                               | Фильм                        | Фильм          | Фильм                     | Фильм                                    | Фильм                                          | Фильм                 | Фильм                                        | Фильм               | Фильм                          | Фильм                         | Фильм                                              | Фильм                        | Фильм         |
| Персонаж                               | Люди Икс                     | Люди Икс 2     | Люди Икс: Последняя битва | Люди Икс: Начало. Росомаха               | Люди Икс: Первый Класс                         | Росомаха: Бессмертный | Люди Икс: Дни минувшего будущего             | Дэдпул              | Люди Икс: Апокалипсис          | Логан                         | Дэдпул 2                                           | Люди Икс: Тёмный Феникс      | Новые мутанты |
| -------------------------------------- | ---------------------------- | -------------- | ------------------------- | ---------------------------------------- | ---------------------------------------------- | --------------------- | -------------------------------------------- | ------------------- | ------------------------------ | ----------------------------- | -------------------------------------------------- | ---------------------------- | ------------- |
| Чарльз Ксавьер Профессор Икс           | Патрик Стюарт                | Патрик Стюарт  | Патрик Стюарт             | Патрик Стюарт                            | Джеймс Макэвой Лоуренс Белчер Д                | Патрик Стюарт         | Джеймс Макэвой Патрик Стюарт Лоуренс БелчерФ | Упоминается         | Джеймс Макэвой                 | Патрик Стюарт                 | Джеймс Макэвой                                     | Джеймс Макэвой               |               |
| Джеймс «Логан» Хоулет Росомаха         | Хью Джекман                  | Хью Джекман    | Хью Джекман               | Хью Джекман Трой Сиван Д                 | Хью Джекман                                    | Хью Джекман           | Хью Джекман                                  | Упоминается         | Хью Джекман                    | Хью Джекман                   | Упоминается; кадры из «Люди Икс: Начало. Росомаха» |                              |               |
| Скотт Саммерс Циклоп                   | Джеймс Марсден               | Джеймс Марсден | Джеймс Марсден            | Тим Пакок                                | Камео                                          |                       | Джеймс Марсден                               |                     | Тай Шеридан                    |                               | Тай Шеридан                                        | Тай Шеридан                  |               |
| Ороро Монро Шторм                      | Хэлли Берри                  | Хэлли Берри    | Хэлли Берри               | Эйприл Эллестон-Энаоро (Удалённая сцена) | Камео                                          | Упоминается           | Хэлли Берри                                  |                     | Александра Шипп                |                               | Александра Шипп                                    | Александра Шипп              |               |
| Эрик Леншерр Магнето                   | Иэн Маккеллен Бретт Моррис Д | Иэн Маккеллен  | Иэн Маккеллен             |                                          | Майкл Фассбендер Билл Милнер Д                 | Иэн Маккеллен         | Майкл Фассбендер Иэн Маккеллен               |                     | Майкл Фассбендер Билл Милнер Ф |                               |                                                    | Майкл Фассбендер             |               |
| Рейвен Даркхолм Мистик                 | Ребекка Ромейн               | Ребекка Ромейн | Ребекка Ромейн            |                                          | Дженнифер Лоуренс Морган Лили Д Ребекка Ромейн |                       | Дженнифер Лоуренс Морган Лили Ф              |                     | Дженнифер Лоуренс              |                               |                                                    | Дженнифер Лоуренс            |               |
| Джин Грей                              | Фамке Янссен                 | Фамке Янссен   | Фамке Янссен Хейли Рэмм Д |                                          |                                                | Фамке Янссен          | Фамке Янссен                                 |                     | Софи Тёрнер                    |                               |                                                    | Софи Тёрнер Саммер Фонтана Д |               |
| Пётр Распутин Колосс                   | Дональд Маккиннон            | Дэниел Кадмор  | Дэниел Кадмор             |                                          |                                                |                       | Дэниел Кадмор                                | Стефан Капичич      |                                |                               | Стефан Капичич                                     |                              |               |
| Бобби Дрейк Айсберг                    | Шон Эшмор                    | Шон Эшмор      | Шон Эшмор                 |                                          |                                                |                       | Шон Эшмор                                    |                     |                                |                               |                                                    |                              |               |
| Мари Роуг                              | Анна Пэкуин                  | Анна Пэкуин    | Анна Пэкуин               |                                          |                                                |                       | Анна Пэкуин                                  |                     |                                |                               |                                                    |                              |               |
| Китти Прайд                            | Самела Кей                   | Кэти Стюарт    | Эллен Пейдж               |                                          |                                                |                       | Эллен Пейдж                                  |                     |                                |                               |                                                    |                              |               |
| Джубилейшен Ли Джубили                 | Катрина Флорес               | Ки Вонг        | Ки Вонг                   |                                          |                                                |                       |                                              |                     | Лана Кондор                    |                               |                                                    |                              |               |
| Джон Аллердайс Пиро                    | Алекс Бёртон                 | Аарон Стэнфорд | Аарон Стэнфорд            |                                          |                                                |                       |                                              |                     |                                |                               |                                                    |                              |               |
| Сенатор Роберт Келли                   | Брюс Дэвисон                 | Брюс Дэвисон   |                           |                                          |                                                |                       |                                              |                     |                                |                               |                                                    |                              |               |
| Виктор Крид Саблезубый                 | Тайлер Мэйн                  |                |                           | Лев Шрайбер Майкл-Джеймс Олсен Д         |                                                |                       |                                              |                     |                                | Упоминается (Удалённая сцена) |                                                    |                              |               |
| Мортимер Тойнби Жаба                   | Рэй Парк                     |                |                           |                                          |                                                |                       | Эван Джонигкейт                              |                     |                                |                               |                                                    |                              |               |
| Хэнк МакКой Зверь                      |                              | Стив Бачич     | Келси Грэммер             |                                          | Николас Холт                                   |                       | Николас Холт Келси Грэммер                   | Упоминается         | Николас Холт                   |                               | Николас Холт                                       | Николас Холт                 |               |
| Уильям Страйкер                        |                              | Брайан Кокс    |                           | Дэнни Хьюстон                            |                                                |                       | Джош Хелман, Брайан Кокс Ф                   |                     | Джош Хелман                    |                               |                                                    |                              |               |
| Курт Вагнер Попрыгун                   |                              | Алан Камминг   |                           |                                          |                                                |                       |                                              |                     | Коди Смит-Макфи                |                               | Коди Смит-Макфи                                    | Коди Смит-Макфи              |               |
| Реми ЛеБо Гамбит                       |                              | Джеймс Бэмфорд |                           | Тейлор Китч                              |                                                |                       |                                              |                     |                                |                               |                                                    |                              |               |
| Питер Максимофф Ртуть                  |                              | Упоминается    |                           | Камео                                    |                                                |                       | Эван Питерс                                  |                     | Эван Питерс                    |                               | Эван Питерс                                        | Эван Питерс                  |               |
| Мойра Мактаггерт                       |                              |                | Оливия Уильямс            |                                          | Роуз Бирн                                      |                       |                                              |                     | Роуз Бирн                      |                               |                                                    |                              |               |
| Боливар Траск                          |                              |                | Билл Дьюк                 |                                          |                                                |                       | Питер Динклэйдж                              |                     |                                |                               |                                                    |                              |               |
| Уоррен Уортингтон III Ангел            |                              |                | Бен Фостер Кейден БойдД   |                                          |                                                |                       |                                              |                     | Бен Харди                      |                               |                                                    |                              |               |
| Элизабет Брэддок Псайлок               |                              |                | Мей Меланкон              |                                          |                                                |                       |                                              |                     | Оливия Манн                    |                               |                                                    |                              |               |
| Кейн Марко Джаггернаут                 |                              |                | Винни Джонс               |                                          |                                                |                       |                                              |                     |                                |                               | Райан Рейнольдс (Захват движения и озвучка)        |                              |               |
| Эмма Фрост Белая королева              |                              |                |                           | Тахина Тоцци                             | Дженьюари Джонс                                |                       |                                              |                     |                                |                               |                                                    |                              |               |
| Уэйд Уилсон Дэдпул                     |                              |                |                           | Райан Рейнольдс                          |                                                |                       |                                              | Райан Рейнольдс     |                                |                               | Райан Рейнольдс                                    |                              |               |
| Фред Дж. Дьюкс Пузырь                  |                              |                |                           | Кевин Дюранд                             |                                                |                       |                                              |                     | Густав Клоуд                   |                               |                                                    |                              |               |
| Алекс Саммерс Хавок                    |                              |                |                           |                                          | Лукас Тилл                                     |                       | Лукас Тилл                                   |                     | Лукас Тилл                     |                               |                                                    |                              |               |
| Юкио                                   |                              |                |                           |                                          |                                                | Рила Фукусима         |                                              |                     |                                |                               | Сиори Куцуна                                       |                              |               |
| Эн Сабах Нур Апокалипсис               |                              |                |                           |                                          |                                                |                       | Брендан Педдер                               |                     | Оскар Айзек                    |                               |                                                    |                              |               |
| Роберто да Коста Санспот               |                              |                |                           |                                          |                                                |                       | Адан Канто                                   |                     |                                |                               |                                                    |                              | Генри Зага    |
| Ванесса Карлайл                        |                              |                |                           |                                          |                                                |                       |                                              | Морена Баккарин     |                                |                               | Морена Баккарин                                    |                              |               |
| Элли Фимистер Сверхзвуковая Боеголовка |                              |                |                           |                                          |                                                |                       |                                              | Брианна Хильдебранд |                                |                               | Брианна Хильдебранд                                |                              |               |
| Калибан                                |                              |                |                           |                                          |                                                |                       |                                              |                     | Томас Лемаркус                 | Стивен Мерчант                |                                                    |                              |               |

## Фильмы и сериалы вселенной Людей Икс от Fox
См. также: Люди Икс вне комиксов

### Полнометражные фильмы
| Фильм                            | Дата выхода           | Режиссёр              | Сценарист(ы)                                              | Сюжет                                                     | Продюсеры                                                          |
| Оригинальная трилогия            | Оригинальная трилогия | Оригинальная трилогия | Оригинальная трилогия                                     | Оригинальная трилогия                                     | Оригинальная трилогия                                              |
| -------------------------------- | --------------------- | --------------------- | --------------------------------------------------------- | --------------------------------------------------------- | ------------------------------------------------------------------ |
| Люди Икс                         | 18 октября 2000       | Брайан Сингер         | Дэвид Хэйтер                                              | Том ДеСанто и Брайан Сингер                               | Лорен Шулер Доннер и Ральф Уинтер                                  |
| Люди Икс 2                       | 7 мая 2003            | Брайан Сингер         | Майкл Догерти, Дэн Харрис и Дэвид Хейтер                  | Зак Пенн, Дэвид Хейтер и Брайан Сингер                    | Лорен Шулер Доннер и Ральф Уинтер                                  |
| Люди Икс: Последняя битва        | 25 мая 2006           | Бретт Ратнер          | Саймон Кинберг и Зак Пенн                                 | Саймон Кинберг и Зак Пенн                                 | Лорен Шулер Доннер, Ральф Уинтер и Ави Арад                        |
| Трилогия про Россомаху           |                       |                       |                                                           |                                                           |                                                                    |
| Люди Икс: Начало. Росомаха       | 29 апреля 2009        | Гэвин Худ             | Дэвид Бениофф и Скип Вудс                                 | Дэвид Бениофф и Скип Вудс                                 | Лорен Шулер Доннер, Ральф Винтер, Хью Джекман и Джон Палермо       |
| Росомаха: Бессмертный            | 25 июля 2013          | Джеймс Мэнголд        | Марк Бомбэк и Скотт Фрэнк                                 | Марк Бомбэк и Скотт Фрэнк                                 | Лорен Шулер Доннер и Хатч Паркер                                   |
| Логан                            | 2 марта 2017          | Джеймс Мэнголд        | Скотт Франк, Джеймс Мэнгольд и Майкл Грин                 | Джеймс Мэнгольд                                           | Лорен Шулер Доннер, Саймон Кинберг и Хатч Паркер                   |
| Приквелы                         |                       |                       |                                                           |                                                           |                                                                    |
| Люди Икс: Первый класс           | 2 июня 2011           | Мэттью Вон            | Эшли Эдвард Миллер, Зак Стенц, Джейн Голдман и Мэттью Вон | Шелдон Тёрнер и Брайан Сингер                             | Лорен Шулер Доннер, Брайан Сингер, Саймон Кинберг и Грегори Гудман |
| Люди Икс: Дни минувшего будущего | 22 мая 2014           | Брайан Сингер         | Саймон Кинберг                                            | Джейн Голдман , Саймон Кинберг и Мэтью Вон                | Лорен Шулер Доннер, Брайан Сингер, Саймон Кинберг и Хатч Паркер    |
| Люди Икс: Апокалипсис            | 19 мая 2016           | Брайан Сингер         | Саймон Кинберг                                            | Брайан Сингер, Саймон Кинберг, Майкл Догерти и Дэн Харрис | Лорен Шулер Доннер, Брайан Сингер, Саймон Кинберг и Хатч Паркер    |
| Люди Икс: Тёмный Феникс          | 7 июня 2019           | Саймон Кинберг        | Саймон Кинберг                                            | Саймон Кинберг                                            | Лорен Шулер Доннер, Саймон Кинберг, Хатч Паркер и Тодд Хэллоуэлл   |
| Фильмы про Дэдпула               |                       |                       |                                                           |                                                           |                                                                    |
| Дэдпул                           | 11 февраля 2016       | Тим Миллер            | Ретт Риз и Пол Верник                                     | Ретт Риз и Пол Верник                                     | Лорен Шулер Доннер, Саймон Кинберг и Райан Рейнольдс               |
| Дэдпул 2                         | 17 мая 2018           | Дэвид Литч            | Ретт Риз, Пол Верник и Райан Рейнольдс                    | Ретт Риз, Пол Верник и Райан Рейнольдс                    | Лорен Шулер Доннер, Саймон Кинберг и Райан Рейнольдс               |
| Спин-офф                         |                       |                       |                                                           |                                                           |                                                                    |
| Новые мутанты                    | 27 августа 2020       | Джон Бун              | Джон Бун и Нейт Ли                                        | Джон Бун и Нейт Ли                                        | Саймон Кинберг, Карен Розенфельт и Лорен Шулер Доннер              |

### Короткометражные фильмы про Дэдпула
| Фильм                      | Дата выхода  | Режиссёр        | Сценарист(ы)          | Продюсер(ы)                                          |
| -------------------------- | ------------ | --------------- | --------------------- | ---------------------------------------------------- |
| Дэдпул: Никаких добрых дел | 3 марта 2017 | Дэвид Литч      | Ретт Риз и Пол Верник | Лорен Шулер Доннер, Саймон Кинберг и Райан Рейнольдс |
| Дэдпул и Корг реагируют    | 13 июля 2021 | Райан Рейнольдс | Райан Рейнольдс       | Райан Рейнольдс                                      |

### Телесериалы
| Сериал    | Сезон | Эпизоды | Трансляция в США | Трансляция в США | Канал |
| Сериал    | Сезон | Эпизоды | Начало           | Конец            | Канал |
| --------- | ----- | ------- | ---------------- | ---------------- | ----- |
| Легион    | 1     | 8       | 17 февраля 2017  | 29 марта 2017    | FX    |
| Легион    | 2     | 11      | 3 апреля 2018    | 12 июня 2018     | FX    |
| Легион    | 3     | 8       | 24 июня 2019     | 12 августа 2019  | FX    |
| Одарённые | 1     | 13      | 2 октября 2017   | 15 января 2018   | Fox   |
| Одарённые | 2     | 16      | 25 сентября 2018 | 26 февраля 2019  | Fox   |

## Реакция

### Кассовые сборы
| Фильм                            | Дата выхода     | Дата выхода     | Сборы          | Сборы          | Сборы          | Бюджет      | Ссылка |
| Фильм                            | Мир             | США             | США            | Другие страны  | Весь мир       | Бюджет      | Ссылка |
| -------------------------------- | --------------- | --------------- | -------------- | -------------- | -------------- | ----------- | ------ |
| Люди Икс                         | 13 июля 2000    | 14 июля 2000    | $157 299 717   | $139 039 810   | $296 339 527   | $75 млн     | [ 53 ] |
| Люди Икс 2                       | 30 апреля 2003  | 2 мая 2003      | $214 949 694   | $192 761 855   | $407 711 549   | $110 млн    | [ 54 ] |
| Люди Икс: Последняя битва        | 24 мая 2006     | 26 мая 2006     | $234 362 462   | $224 997 093   | $459 359 555   | $210 млн    | [ 55 ] |
| Люди Икс: Начало. Росомаха       | 27 апреля 2009  | 1 мая 2009      | $179 883 157   | $193 179 707   | $373 062 864   | $150 млн    | [ 56 ] |
| Люди Икс: Первый класс           | 3 июня 2011     | 3 июня 2011     | $146 408 305   | $207 215 819   | $353 624 124   | $160 млн    | [ 57 ] |
| Росомаха: Бессмертный            | 24 июля 2013    | 26 июля 2013    | $132 556 852   | $282 271 394   | $414 828 246   | $120 млн    | [ 58 ] |
| Люди Икс: Дни минувшего будущего | 21 мая 2014     | 23 мая 2014     | $233 921 534   | $513 941 241   | $747 862 775   | $200 млн    | [ 59 ] |
| Дэдпул                           | 11 февраля 2016 | 12 февраля 2016 | $363 070 709   | $420 042 270   | $783 112 979   | $58 млн     | [ 60 ] |
| Люди Икс: Апокалипсис            | 19 мая 2016     | 27 мая 2016     | $155 442 489   | $388 492 298   | $543 934 787   | $178 млн    | [ 61 ] |
| Логан                            | 1 марта 2017    | 3 марта 2017    | $226 277 068   | $392 744 368   | $619 021 436   | $97 млн     | [ 62 ] |
| Дэдпул 2                         | 10 мая 2018     | 17 мая 2018     | $324 591 735   | $460 455 185   | $785 046 920   | $110 млн    | [ 63 ] |
| Люди Икс: Тёмный Феникс          | 5 июня 2019     | 7 июня 2019     | $65 845 974    | $186 597 000   | $252 442 974   | $200 млн    | [ 64 ] |
| Новые мутанты                    | 26 августа 2020 | 28 августа 2020 | $23 643 419    | $21 889 269    | $47 231 137    | $67–80 млн  | [ 65 ] |
| Всего                            | Всего           | Всего           | $2 458 253 115 | $3 623 627 309 | $6 083 578 873 | $1,735 млрд | [ 66 ] |

### Критика
| Фильм                            | Rotten Tomatoes     | Metacritic       | IMDB                   | Критиканство     | КиноПоиск                |
| -------------------------------- | ------------------- | ---------------- | ---------------------- | ---------------- | ------------------------ |
| Люди Икс                         | 81 % (172 рецензии) | 64 (33 рецензии) | 7,4 (544 тыс. отзывов) | 79 (4 рецензии)  | 7,694 (154 тыс. отзывов) |
| Люди Икс 2                       | 85 % (244 рецензии) | 68 (37 рецензий) | 7,4 (488 тыс. отзывов) | 95 (5 рецензий)  | 7,568 (132 тыс. отзывов) |
| Люди Икс: Последняя битва        | 57 % (238 рецензий) | 58 (38 рецензий) | 6,7 (460 тыс. отзывов) | 69 (12 рецензий) | 7,326 (123 тыс. отзывов) |
| Люди Икс: Начало. Росомаха       | 37 % (259 рецензий) | 40 (39 рецензий) | 6,6 (444 тыс. отзывов) | 64 (23 рецензии) | 7,424 (149 тыс. отзывов) |
| Люди Икс: Первый класс           | 86 % (290 рецензий) | 65 (38 рецензий) | 7,7 (618 тыс. отзывов) | 73 (31 рецензия) | 7,662 (170 тыс. отзывов) |
| Росомаха: Бессмертный            | 71 % (255 рецензий) | 61 (46 рецензий) | 6,7 (408 тыс. отзывов) | 58 (36 рецензий) | 6,488 (109 тыс. отзывов) |
| Люди Икс: Дни минувшего будущего | 90 % (318 рецензий) | 75 (44 рецензии) | 8,0 (630 тыс. отзывов) | 81 (42 рецензии) | 7,727 (169 тыс. отзывов) |
| Дэдпул                           | 84 % (332 рецензии) | 65 (49 рецензий) | 8,0 (839 тыс. отзывов) | 84 (45 рецензий) | 7,503 (232 тыс. отзывов) |
| Люди Икс: Апокалипсис            | 47 % (331 рецензия) | 52 (48 рецензий) | 6,9 (367 тыс. отзывов) | 62 (44 рецензии) | 7,003 (117 тыс. отзывов) |
| Логан                            | 93 % (396 рецензий) | 77 (51 рецензия) | 8,1 (579 тыс. отзывов) | 85 (64 рецензии) | 7,478 (154 тыс. отзывов) |
| Дэдпул 2                         | 83 % (393 рецензии) | 66 (51 рецензия) | 7,7 (417 тыс. отзывов) | 79 (39 рецензий) | 7,370 (121 тыс. отзывов) |
| Люди Икс: Тёмный Феникс          | 23 % (350 рецензий) | 43 (52 рецензии) | 5,8 (96 тыс. отзывов)  | 55 (35 рецензий) | 6,061 (20 тыс. отзывов)  |
| Новые мутанты                    | 33 % (94 рецензии)  | 43 (18 рецензий) | 5,4 (26 тыс. отзывов)  | 45 (10 рецензий) | 5,500 (7 тыс. отзывов)   |